# Wolfram Demonstrations Project
Il Wolfram Demonstrations Project è un progetto ospitato da Wolfram Research, la cui espressa finalità è quella di portare l'esplorazione computazionale della matematica alla più ampia audience. Consiste di una collezione organizzata e open source di piccoli programmi interattivi, chiamati Demonstrations (dimostrazioni, nel senso di esposizioni, non dimostrazioni matematiche), intese a visualizzare e rappresentare, in maniera interattiva, idee proveniente da una certa gamma di argomenti relativi a diversi campi del sapere: scienza, matematica, informatica, arte, biologia, finanza.. Al momento del lancio, conteneva 1300 oggetti interattivi, un numero cresciuto a oltre 7300 nel settembre 2011.

## Tecnologia
Ciascun oggetto interattivo gira sotto Mathematica (versione 6 o superiore) e in Wolfram CDF Player che è una versione modificata e libera di Mathematica della Wolfram. Quest'ultimo è disponibile per Windows, Linux e Macintosh e può operare come un plugin del browser utilizzato.
Le demonstration consistono tipicamente in un'interfaccia utente di utilizzo molto immediato per accedere a un grafico o a una visualizzazione, che ricalcola dinamicamente in risposta ad azioni dell'utente, come il muovere uno slider, il cliccare su un pulsante, o il trascinare una porzione di grafico. Sono inoltre accompagnate da una breve spiegazione scritta del concetto che viene mostrato.

## Argomenti
Il sito web è organizzato per argomenti (scienza, matematica, informatica, arte, biologia, finanza) che coprono una varietà di livelli, dalla matematica delle scuole elementari, fino ad argomenti più avanzati, come la meccanica quantistica e i modelli di organismi biologici. Il sito a insegnanti e a studenti, ma anche a ricercatori che vogliano presentare le loro idee a un pubblico più ampio possibile.

## Processo
Lo staff di Wolfram Research's organizza e realizza le Demonstration, che possono essere create da qualsiasi utente di Mathematica 6; quindi le pubblica in maniera da garantirne libertà di fruizione e di download. Tutte le Demonstration sono open-source, il che implica non solo la sola l'illustrazione del concetto, ma anche mostrare il modo in cui il tutto è implementato.

## Alternative
L'uso del web per comunicare attraverso piccoli programmi interattivi rimanda agli Java applet di Sun Microsystems, o degli  Flash di Adobe, e del linguaggio open-source Processing. Tuttavia, i programmi interattivi del Wolfram Demonstrations Project hanno accesso alle capacità algoritmiche e di visualizzazione messe a disposizione da Mathematica, il che le rende più  adatte per dimostrazioni tecniche.
Il progetto ha dei punti in comune con altri siti i cui contenuti sono generati dagli utenti, come Wikipedia e Flickr. Tuttavia, fornisce agli utenti uno strumento di authoring, oltre che un input assistito nella creazione dei contenuti.
Il suo modello di business è simile a quello dell Acrobat di Adobe e alla strategia di Flash, nel mettere a disposizione un lettore gratuito ma facendo pagare per il software di sviluppo dei contenuti.
Il sito ha vinto un premio Parents' Choice Award nel 2008.